# Sibinj Krmpotski
Sibinj Krmpotski nebo často pouze Sibinj (italsky Sibigno) je malá vesnička a přímořské letovisko v Chorvatsku v Přímořsko-gorskokotarské župě, spadající pod opčinu města Novi Vinodolski. Nachází se těsně u hranic s Licko-senjskou župou, asi 5 km severozápadně od Senje a asi 13 km jihovýchodně od Novi Vinodolski. V roce 2001 zde žilo celkem 55 obyvatel. V roce 1981 zde žilo 21 obyvatel a v roce 1991 již 40, takže počet obyvatel v Sibinji Krmpotski významně stoupá.
Sibinj leží v oblasti regionu Chorvatské Přímoří (Hrvatsko primorje), a je jednou z vesnic souhrnně označovaných jako Krmpote, podle kterého je také kvůli odlišení od stejnojmenné opčiny v Brodsko-posávské župě oficiálně pojmenována. Nad vesnicí se vypíná pohoří Gorski Kotar a hora Alino bilo, vysoká 1 038 m. Vesnice je taktéž umístěna naproti ostrovu Krk. Sousedními letovisky jsou město Senj a vesnice Smokvica Krmpotska.
Se sousedními vesnicemi je Sibinj Krmpotski propojen silnicí D8, která jím prochází a je nejdůležitější komunikací ve vesnici.